# Jean Dejoux
Pour les articles homonymes, voir Dejoux.
Jean Dejoux, né le 18 décembre 1922 à Nîmes (Gard) et mort le 17 janvier 2015 à Joigny, est un dessinateur, animateur, metteur en scène, scénographe et chercheur français.

## Biographie
Gendre du comédien et auteur Charles de Rochefort, il fait ses débuts dans les années 1950 au théâtre Charles-de-Rochefort que dirige sa mère, la comédienne Mary Grant, en tant que scénographe et metteur en scène de pièces policières.
Employé au service de recherche technique de la RTF, dirigé par Pierre Schaeffer, il invente dans les années 1960 l'animographe, utilisé notamment par Jacques Rouxel pour réaliser les premiers épisodes des Shadoks.
Il est le père de l'actrice Christine Dejoux.

## Théâtre
En tant que metteur en scène
- 1955 : Liberty Bar de Frédéric Valmain d'après Georges Simenon, théâtre Charles-de-Rochefort (+ scénographie)
- 1956 : Traquenard de Frédéric Valmain d'après James Hadley Chase, théâtre Charles-de-Rochefort
- 1956 : La Corde pour te pendre de Frédéric Valmain, théâtre Charles-de-Rochefort
- 1957 : Un remède de cheval de Leslie Sands, théâtre Charles-de-Rochefort
- 1958 : Meurtres en fa dièse de Frédéric Valmain  d'après Boileau-Narcejac, théâtre Charles-de-Rochefort
- 1959 : Homicide par prudence de Frédéric Valmain  d'après Double Cross de John O'Hare, théâtre Charles-de-Rochefort (+ scénographie)
- 1960 : Sammy de Pol Quentin d'après Ken Hughes, théâtre Charles-de-Rochefort (+ scénographie)
- 1961 : Deux pieds dans la tombe de Frédéric Valmain  d'après John Lee Thompson, théâtre Charles-de-Rochefort
- 1962 : Illégitime Défense de Frédéric Valmain, théâtre Charles-de-Rochefort
- 1962 : Pas d'usufruit pour tante Caroline de Frédéric Valmain, théâtre Charles-de-Rochefort

## Documentaire
- L'animographe ou je suis né dans une boite à chaussures[3], par Thierry Dejean, France, 2021